# 西橘通り

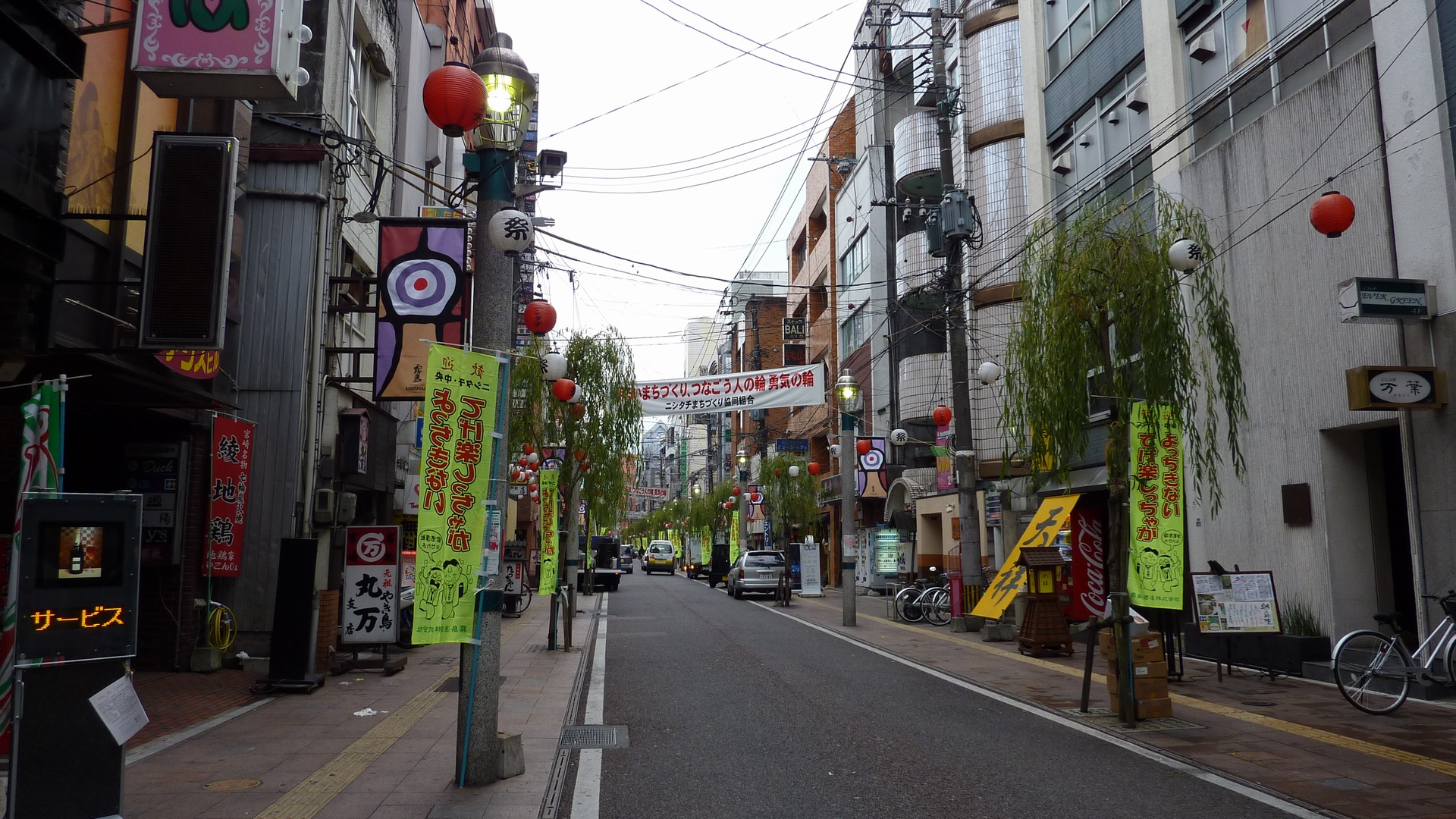
西橘通り

西橘通り（にしたちばなどおり）は宮崎県宮崎市最大の歓楽街。市内中心部を南北に走る商店街「橘通り」2丁目から3丁目の西側に位置する。通称は「ニシタチ」。

## 概要
狭義では「ニシタチ」エリアの東側を南北に走る通りの名前（恵比寿通り交点から一番街交点まで）である。また、1957年から1969年までは町名として「西橘通」が存在した。現在の地名は、通りの西側が中央通、東側が橘通西2丁目である。
宮崎県内はもとより、ゴルフやプロ野球キャンプで来県した観光客も訪れる。近年は景気の影響もあるが、2000年以降の焼酎ブームで地元の銘柄が飲めることから盛り上がりを見せる。狭い通りにビル・看板のネオンが密集しているため華やかなのが特徴。
かつては一帯の飲食店と暴力団との間でみかじめ料などの支払いが行われていたが、2011年8月に宮崎県暴力団排除条例が施行。宮崎県警察による暴力団への締付けが強くなる中で、飲食店側も2017年には「みかじめ料等縁切り同盟」を約700軒が参加して結成した。

## 路線概要
宮崎市中心市街地の目抜き通りである橘通り (宮崎市)の西側、高千穂通りの南側に位置する。宮崎市役所前の宮崎県道26号宮崎須木線交点から南北に貫く「上野町通り」が上野町内にある『バージニアビーチスクエア』にて東西2本に分かれる。恵比寿通りを超えると西の通りが中央通り、東の通りが西橘通りとなる。いわゆる『ニシタチ』と呼ばれる大規模な歓楽街を構成する通りの一つである。高松通り（一番街）を超えるとサンサン通りと名前が変わる。

## 「ニシタチ」を構成する通り
- 西橘通り
- 中央通り
- 西銀座通り
- 恵比寿通り
- 高松通り

このほか、ニシタチの南に隣接している上野町を含めることもある。